# مطار حراز
مطار حراز هو مطار للاستخدام العام يقع بالقرب من حراز في إقليم سلامات في تشاد.

## روابط خارجية
- سجل مطار حراز في Landings.com